# Yang Feng
Pour les articles homonymes, voir Yáng (楊).
Yang Feng (153–197) fut capitaine de la cavalerie impériale. Il sert Li Jue un certain temps. Ensuite, il décide de faire cavalier seul en 195 et rencontre Xu Huang. Orgueilleux, il affronte Cao Cao, mais il est mis en fuite. Il rejoint alors Yuan Shu, puis joint Lü Bu qu'il finira par vouloir trahir par le biais de pourparlers secrets avec Liu Bei. Il se fera toutefois assassiner dans un complot de ce dernier.